# Lütnitz
Lütnitz ist ein Ortsteil von Möckern im Landkreis Jerichower Land in Sachsen-Anhalt.

## Geographie
Das Dorf liegt drei Kilometer südwestlich von Möckern in einer völlig offenen Agrarlandschaft. Einen Kilometer nördlich von hier fließt die Ehle, ein Nebenfluss der Elbe, von Ost nach West vorbei. Dieser Gewässerabschnitt gehört zum FFH-Gebiet Ehle zwischen Möckern und Elbe und steht unter Schutz, da es sich hier um einen wertvollen Gewässerlauf handelt, der noch z. T. einen natürlichen mäandrierenden Verlauf aufweist und über seltene Fischarten verfügt.
Naturräumlich gehört der Ort zum Zerbster Land, einer ackergeprägten offenen Kulturlandschaft und 536 km² großen Haupteinheit der übergeordneten Haupteinheitengruppe des Fläming im norddeutschen Tiefland. Das Zerbster Land bildet die Südwestabdachung des Flämings zur Elbe und gehört zum Einzugsgebiet dieses Flusses.

## Geschichte
Im Jahr 1785 wurde der Ort Lütenitz als ein Vorwerk im Ersten Distrikt des Jerichowschen Kreises bezeichnet und beschrieben. Hier sollen demnach 1782 insgesamt 19 Einwohner gelebt haben und in den zehn Jahren davor zehn Geburten und fünf Todesfälle verzeichnet worden sein. Es sollen drei Feuerstellen, 360 Morgen Acker, 82 Morgen Wiese und einen Morgen Gartenland dazu gehört haben. Schon zu dieser Zeit war das Vorwerk nach Möckern eingepfarrt und gehörte den Freiherren vom Hagen.
Nach dem Ende des Zweiten Weltkriegs wurde die Grafen vom Hagen durch die von der sowjetischen Besatzungsmacht angeordneten Bodenreform enteignet.
Es ist nicht bekannt, seit wann das Dorf ein Ortsteil der Stadt Möckern ist.

## Sehenswürdigkeiten
Südlich der Ortslage befindet sich das jungsteinzeitliche Großsteingrab Lütnitz.